# 克鲁亚
克鲁亚，是阿尔巴尼亚都拉斯州的一个市镇，鄰近首都地拉那。行政中心为克鲁亚镇。市镇面积为339.20平方公里，人口数量为59,814人（2011年）。
克魯亞是阿爾巴尼亞民族英雄斯坎德培當年對抗鄂圖曼帝國軍隊的重要軍事據點，現在已成為著名的旅遊景點。

## 交通
克魯亞設有國內巴士服務來往阿爾巴尼亞首都地拉那、阿爾巴尼亞第二大城市都拉斯及克魯亞鎮內。